# Le Docteur tombe
Le Docteur tombe (The Doctor Falls) est le douzième et dernier épisode de la dixième saison de la deuxième série télévisée britannique Doctor Who. Il est diffusé sur BBC One le 1er juillet 2017. Il constitue avec World Enough and Time un épisode en deux parties, qui clôt la saison 10 et marque le départ de Missy, jouée par Michelle Gomez, ainsi que de Nardole, joué par Matt Lucas.

## Accroche
Les Cybermen font leur ascension... la dernière bataille du Douzième Docteur se prépare. Missy se battra-t-elle avec ou contre son ami d'enfance ? Le Docteur parviendra-t-il à sauver Bill ?

## Distribution
- Peter Capaldi  : Douzième Docteur
- Pearl Mackie  : Bill Potts
- Matt Lucas  : Nardole
- Michelle Gomez  : Missy
- John Simm  : Le Maître
- Samantha Spiro : Hazran
- Briana Shann : Alit
- Rosie Boore : Gazron
- Simon Coombs : Rexhill
- Stephanie Hyam : Heather
- Nicholas Briggs : Voix des Cybermen
- David Bradley : Premier Docteur

## Résumé
À bord du vaisseau colonie qui s'éloigne de l'horizon des événements d'un trou noir, le Docteur découvre que Bill a été convertie en Cyberman. Le Maître et Missy la capturent, mais le Docteur avait auparavant reprogrammé subrepticement le Cybernet pour cibler les Seigneurs du Temps, les forçant à fuir. Nardole arrive dans un vaisseau réquisitionné pour les sauver. Le Docteur est électrocuté par un Cyberman, mais est sauvé par Bill.
Ils évacuent vers un niveau supérieur du navire contenant une ferme solaire peuplée d'enfants et quelques adultes combattant les premiers prototypes de Cybermen. Le Docteur récupère, mais supprime les premiers signes de régénération. Bill ignore d'abord sa transformation, son esprit fort agissant comme un filtre de perception, jusqu'à ce que l'un des enfants lui révèle par inadvertance la vérité. Bill verse une larme, que le Docteur appelle un signe d'espoir. Missy et le Maître découvrent un ascenseur camouflé, une issue possible. Mais quand ils l'appellent, un Cyberman amélioré arrive, que le groupe détruit. Le Docteur prévient que la dilatation du temps donne aux Cybermen plus de temps pour évoluer et élaborer des stratégies. Nardole découvre que le sol directement sous la ferme solaire contient des tuyaux de carburant. Il est capable de déclencher des explosions contrôlées, qui sont utilisées pour exagérer la force défensive des humains et vaincre l'attaque initiale des Cybermen. Sachant que ce stratagème ne fait que retarder leur inévitable défaite, le Docteur demande à Nardole de mener la communauté humaine vers une ferme solaire à un autre étage et de rester là pour les protéger. Bill reste pour se battre avec le Docteur. Malgré l'imploration passionnée du Docteur, Missy et le Maître les abandonnent, dans l'intention de prendre l'ascenseur au niveau le plus bas et de s'échapper dans le TARDIS du Maître. Missy, cependant, change d'avis et poignarde le Maître, ce qui déclenchera sa prochaine régénération. Il riposte en lui tirant dans le dos avec son tournevis laser, lui disant qu'elle ne se régénèrera pas. Tous deux rient de l'ironie de leur trahison mutuelle avant le départ du Maître.
Une armée de Cybermen arrive, mais ils sont repoussés par le Docteur jusqu'à ce qu'il tombe après avoir été abattu. Entouré, le Docteur allume tous les tuyaux de carburant, engloutissant la ferme dans une boule de feu et détruisant ou neutralisant les Cybermen. Le Docteur reste immobile tandis que Bill s'agenouille à ses côtés. Elle se retrouve soudainement en dehors de son corps de Cyberman sous sa forme humaine. Heather (épisode Le Pilote) apparaît, ayant retrouvé Bill à travers ses larmes. Elle sauve Bill en la transformant en une entité comme elle. Ils laissent le Docteur dans son TARDIS, et Heather invite Bill à explorer l'univers avec elle. Bill verse des larmes pour le Docteur avant de partir avec Heather. Le TARDIS arrive dans un paysage enneigé et le Docteur se réveille, brièvement étourdi et confus. Refusant de continuer à changer continuellement, il émerge et semble arrêter sa régénération. À l'intérieur, la cloche du cloître sonne l'alarme lorsque le Docteur rencontre son incarnation originale.

### Continuité
- Cet épisode explique comment Le Maître s'est échappé de Gallifrey après l'attaque contre Rassilon dans La Prophétie de Noël en 2010, ainsi que la raison de la régénération du Maître incarné par John Simm en Missy.
- Il explique également la proximité de Missy avec les Cybermen dans Mort au paradis.
- Le Maître retrouve son tournevis laser, apparu dans Que tapent les tambours et Le Dernier Seigneur du temps en 2007, Missy n'arrive pas à l'utiliser vu qu'il a fait pour correspondre aux empreintes du Maître comme il le dit au Dixième Docteur dans le dernier épisode de la saison 3.
- Missy fait référence à la mort du Quatrième Docteur (Logopolis) que le Maître a fait tomber d'une parabole géante. Dans cet épisode on pouvait entendre pour la première fois la "cloister bell" qui sonne également dans cet épisode[1].
- Le Docteur propose des "jelly bean" à une jeune fille, comme le Quatrième Docteur le faisait[1].
- Missy sort un circuit de dématérialisation de sa veste, objet apparu dans l'épisode Terror of the Autons en 1971, pour la toute première fois de la série. Le Troisième Docteur était initialement bloqué sur Terre du fait du sabotage de cet élément de son TARDIS par les Seigneurs du temps. Il en reçoit un nouveau de leur part en récompense à la fin de The Three Doctors.
- Missy est atteinte du même phénomène d'amnésie de sa rencontre avec une incarnation passée qui a atteint le Docteur lors de précédentes aventures.
- Cet épisode fait apparaître trois versions de Cybermen : ceux de The Tenth Planet, ceux des saisons 2 à 6 de la nouvelle série, et ceux des saisons 7 à 9. Tous sont capables de voler, alors que seuls les derniers en avaient été capables à l'écran jusqu'à présent.
- La larme que fait couler Bill est aussi une référence au trou en forme de goutte que les Cybermen ont au coin de leurs yeux[1].
- Le Docteur provoque les Cybermen en évoquant ses victoires contre eux comme par exemple à Telos où ils les a scellés dans leurs tombes de glace dans Tomb of the Cybermen, Voga dans Revenge of the Cybermen, Canary Wharf dans le double-épisode L'armée des Ombres/Adieu Rose et la planète 14 dans The Invasion. Il rappelle aussi qu'ils ont même perdu sur la Lune dans The Moonbase[1].
- La fin de l'épisode avec le montage des différents compagnons rappelle la régénération du Cinquième Docteur dans The Caves of Androzani en 1984 ou celle du Quatrième dans Logopolis en 1981[1].
- Le Docteur se remémore les visages de Bill Potts, Nardole, Rose Tyler, Martha Jones, Donna Noble, Jack Harkness, Madame Vastra, Jenny Flint, Sarah Jane Smith, Amy Pond , Clara Oswald, River Song et Missy. Il s'agit de l'ensemble des compagnons récurrents du Docteur dans la nouvelle série, contrairement aux flashbacks lors des régénérations des Quatrième et Cinquième Docteurs qui ne comportaient que les compagnons ayant voyagé avec ces deux incarnations respectivement.
- Le Docteur dit plusieurs phrases tout au long de l'épisode déjà prononcées par d'anciens Docteurs juste avant ou juste après leurs régénérations  : "I don't want to go" : "J'veux pas m'en aller" (Dixième Docteur dans La Prophétie de Noël , 2010), "Sontarans are perverting the course of human history"  : "Les sontariens pervertissent le cours de l'histoire humaine !" (Quatrième Docteur dans Robot , en 1974), "When the doctor was me" : "Quand le docteur c'était moi" (Onzième Docteur dans L'Heure du Docteur en 2013), "It's started. I am regenerating"  : "Ça a commencé, je me régénère." (Dixième Docteur, dans La Terre Volée en 2008), "I am not a Doctor, I am the Doctor, the original, you might say" : "Je ne suis pas un docteur, je suis le docteur, l'original pour dire" (Quatrième Docteur, dans Robot, en 1974 et Premier Docteur dans The Five Doctors en 1983), phrase d'ailleurs prononcée une seconde fois dans l'épisode par le premier Docteur[1].

## Production

### Tournage
The Doctor Falls a été tourné dans le même "bloc" que World Enough and Time, l'avant-dernier épisode de la saison. Les deux épisodes ont été écrits par Steven Moffat, et mis en scène par Rachel Talalay. Le tournage s'est déroulé du 24 février au 8 mars 2017,.

### Casting
Il s'agit de la première apparition de David Bradley dans un épisode de Doctor Who en tant que le premier Docteur. Il avait incarné l'acteur William Hartnell, interprète du premier Docteur dans le téléfilm An Adventure In Space and Time.

## Diffusion et réception

### Diffusion
L'épisode est diffusé originellement sur BBC One le 1er juillet 2017 et attire 3,7M de téléspectateurs. En France, il est programmé sur France 4 pour le 7 octobre.